# Machesney Park
Machesney Park – wieś w USA w stanie Illinois nad rzeką Rock River w Hrabstwie Winnebago, 23 733 mieszkańców (spis ludności z 2017 roku), jest częścią aglomeracji Rockford.
Powierzchnia: 83 km² z czego 3 km² to wody.